# Сидоренко Віктор Дмитрович
Віктор Дмитрович Сидоренко (31 грудня 1953 у м. Талдикорган, Казахстан) — український живописець, народний художник України, дійсний член і президент Національної академії мистецтв України. У 2001 заснував і до 2022 очолював Інститут проблем сучасного мистецтва Національної академії мистецтв України.

## Біографія
Народився у сім'ї репресованих сталінським режимом. З 8 років займається живописом, в 10 років захоплюється фотографією. Після закінчення середньої школи та служби в армії вступає до Харківського художньо-промислового інституту (Харківська державна академія дизайну і мистецтв), який в 1979 році закінчує з червоним дипломом.
Учень професора, лауреата Державної премії СРСР, професора Бориса Васильовича Косарєва. 1981 стає аспірантом творчих майстерень АХ СРСР, науковий керівник дійсний член Академії художеств СРСР, лауреат Державних премій СРСР, професор Сергій Олексійович Григор'єв. Паралельно працює художником-постановником ігрового фільму на Київській кіностудії імені О. П. Довженка «У привидів у полоні» (1984), режисер Анатолій Іванов.
У 1985–1988, з 1996 постійно живе і працює в Києві. 1992 отримує звання заслуженого діяча мистецтв України, 1998 — народного художника України. 1983 народжується син Андрій Сидоренко, який так само працює в галузі мистецтва.
2001 засновує Інститут проблем сучасного мистецтва Національної академії мистецтв України, який здійснює фундаментальні наукові дослідження в галузі всіх видів сучасного мистецтва, практичні та пошукові дії, спрямовані на формування професійного актуального мистецтва, впровадження нових художніх технологій і практик.
З 2002 професор по кафедрі живопису, з 2005 — кандидат мистецтвознавства (тема дисертації: "Культурологічні аспекти художньо-стильової еволюції візуального мистецтва України (ХХ — початок ХХІ ст.)", спеціальність 17.00.01 – теорія та історія культури).

## Творчість

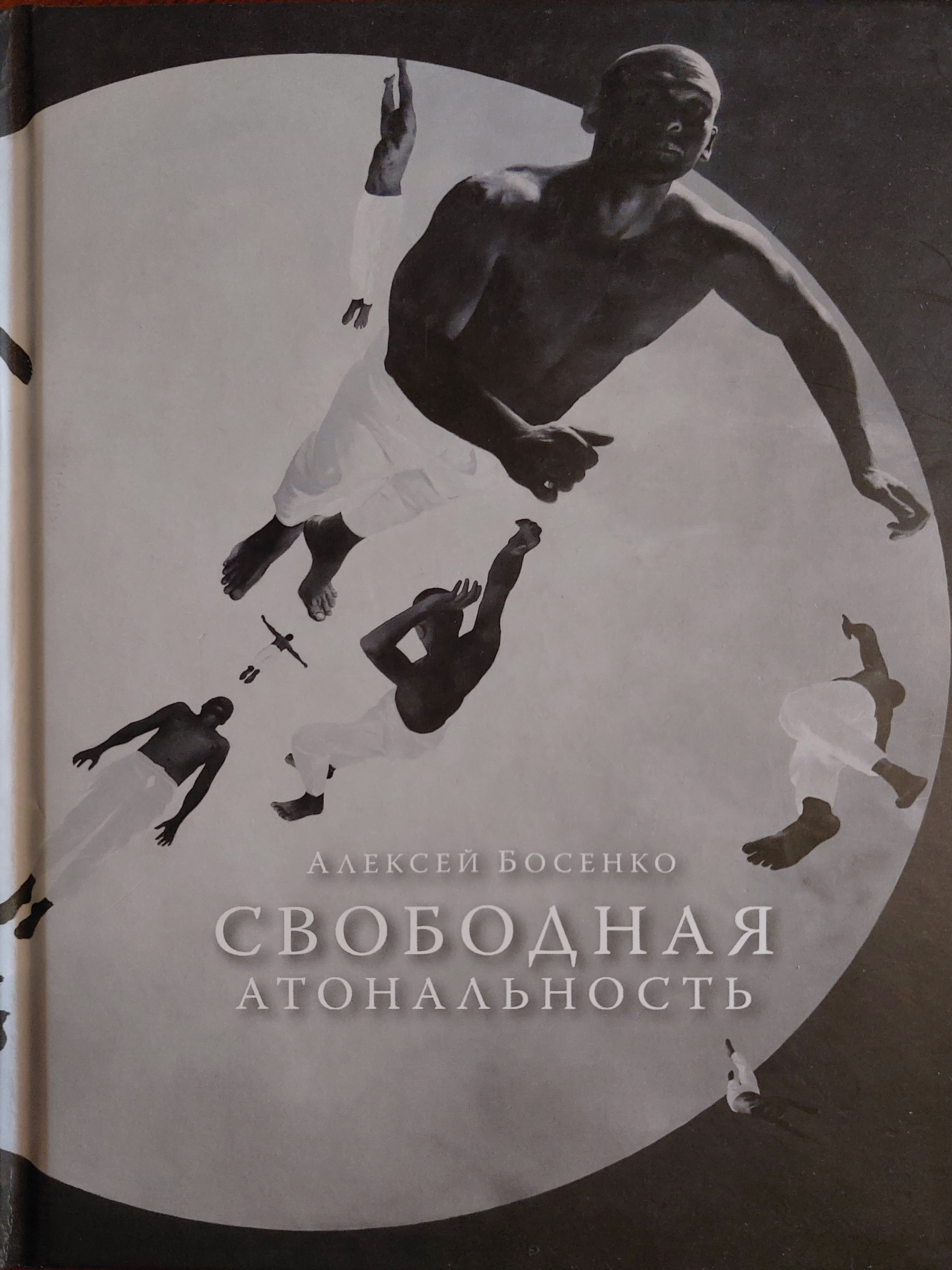
Обкладинка книги О. Босенка «Вільна атональність», про творчість В. Сидоренка. 2020

Віктор Сидоренко є одним із лідерів сучасного українського мистецтва. Творчий шлях художника розпочався ще в пізній радянський час, коли він використовував реалізм як точку відліку та можливість більш-менш переконливо віддзеркалити життя. Поступово В. Сидоренко переходить до стилю постмодерн, споглядаючи трансформацію особистості в мінливому світі, на перетині індивідуального й архетипного, жорстких рамок і повної невизначеності. Шлях художника від реалізму до неоавангардизму — це в першу чергу данина повній свободі творчості останнього покоління, що виросло і працювало за тоталітарного режиму. Час, Пам'ять та Історія — центральні ідеї його проєктів, які екстраполюють свою поліваріантність і можливість різнопрочитання мовою візуальних образів і конструкцій. До сфери творчих інтересів В. Сидоренка входять специфічні реалії нашого часу — проблеми пам'яті, спадщина посттоталітарних рудиментів, питання ідентифікації особистості в сучасному світі, що дедалі більш ускладнюється, перспективи людини в новій глобалізаційній моделі життєустрою. Крім того, дослідницька спрямованість його творчості також стосується і минулого, але з підкреслено деідеологізованим ставленням до культурної спадщини, з використанням можливостей арсеналу нових медіа.
З моменту створення проєкту «Амнезія» (1995) ідея «відновлення в пам'яті фрагментів минулого» вже не буде залишати творчої свідомості Віктора Сидоренко і кожен наступний його проєкт буде будуватися на основі конкретних переживань дитинства, отроцтва, юності.
Об'єктом дослідження художника в проєкті «Ритуальні танці» (1997) стає тема тоталітаризму в будь-яких його формах і проявах. Автор розглядає його як глобальне явище ідеологічної несвободи, чи то політичного режиму, чи то сектантства, релігійної диктатури, в якому все спрямовано на поглинання людини не тільки духовно, а й фізично. Проєкт свідомо виключає будь-яку просторову і тимчасову конкретність і позбавлений рефлексій щодо радянського минулого. Його головне завдання у відображенні особливого відчуття пароксизму, кризи та духовної деградації, які неодмінно присутні у свідомості людини, що живе в тоталітарній дійсності.
Загальний розпад системи традиційно-гуманістичних цінностей — у проєкті «Цітохронізми» (2002), в якому фактурний кракелюр уособлює «астенічний синдром». Художник проникає в іншу, менш пророблену живопису тему — мікроструктури світу і зв'язку з реальним світом, впливу, а також дії емпіричного простору.
Проєкт «Жорна часу» (2003), створений в рамках неокласичних тенденцій, — багатошарова робота, тема якої — процес Творення. Можливість отримувати різні модифікації в конкретному виставковому просторі без втрати як основного концепту, так і передбачуваної послідовної гнучкості осмислення усіх медійних компонентів, підтверджує тезу про те, що цілісність візуального сприйняття «поточного моменту» — це скоріше потік фрагментів, збагнутих у процесі, у русі почуттів і змодельованих свідомістю, уявою, що ностальгічно шукають єдність і послідовність.
Пошуки власної ідентичності в соціальному колективі закінчуються торжеством уніфікації — так художник пропонує розшифрувати слово-гібрид, винесене в назву експозиції «Аутентифікація» (2006). На цьому автор не зупиняється: наведений у дію механізм, що генерує метафори, змушує його в побутовій стрижці розглядати прообраз муміфікації. Цей тріумф тіла виглядає як перетворення тулуба в болванку, з якої відливається гіпсовий манекен, що остаточно заміняє людину в соціумі. Тільки у цього манекена і є шанс вижити і знайти безсмертя.
У проєкті «Левітація» (2008—2009), художник надає перевагу оптичній ілюзіоністській грі, яка створюється щільним і в'язким червоним кольором простору з великоформатних мальовничих площин та інсталяцією. Чоловічі фігури на повний зріст підносяться у повітря, втрачаючи орієнтири і координати, а з ними — і самого себе.
Філософ   О. Босенко  в аспекті  трансцендентальної  естетики  визначив  найсуттєвішу рису творчості В. Сидоренка як «вільну атональність», присвятивши художникові однойменну книгу..
Його персонаж – людина з натовпу – народився в "утробі" тоталітарного дискурсу і сформувався в уяві митця під час служби в радянській армії. З часом образ персонажа набув іншого значення, символізуючи гонитву за самоідентифікацією в посттоталітарному сучасному суспільстві. Автор досліджує механізми індивідуальної адаптації до знеособленого суспільства через образи людей у кальсонах, що левітують у власному просторі. Не в останню чергу цей формальний мотив можна тлумачити і як свого роду візуальне передбачання теперішнього військового зіткнення двох світоглядних парадигм: тоталітарної російської та демократично-європейської української.

## Нагороди
- 1996 — Київ, Україна. Лауреат «Золотого перетину» на Артфестивалі.
- 2000 — Київ, Україна. Лауреат «Золотої Палітри» на «Міленіум-вернісажі».
- 2003 — Київ, Україна. Золота медаль Національної академії мистецтв України.
- 2005 — Магдебург, Німеччина. Автор найкращого проєкту V Міжнародного фестивалю мистецтв.

## Бієнале
- 2003 — «Жорна часу», персональний проєкт на 50-й Міжнародній виставці сучасного мистецтва у Венеції. Автор і куратор проєкту.
- 2007 — «Поема про внутрішнє море», український проєкт на 52-й Міжнародній виставці сучасного мистецтва у Венеції. Сокуратор.
- 2011 — Уповноважений українського павільйону 54-ї Венеційської бієнале, кураторами були Олексій Роготченко та Акілле Боніто Оліва[7].

## Колекції
- Національний художній музей України
- Харківський художній музей, Україна
- Дніпровський художній музей, Україна
- Запорізький обласний художній музей, Україна
- Миколаївський обласний художній музей, Україна
- Музей сучасного мистецтва KIASMA, Гельсінкі, Фінляндія
- Ізмаїльська картинна галерея, Україна
- Міністерство культури України, Україна
- Єльський університет, Школа мистецтв, США
- Президентський Палац, Алмати, Казахстан

## Наукові роботи
- Вдосконалювати художній процес // Образотворче мистецтво. 1987. №  5.
- На переломі // Образотворче мистецтво. 1988. №  2.
- Проникнення в таємницю вічності // Образотворче мистецтво. 1994. №  2.
- Венеціанські Бієнале і проблеми сучасного мистецтва в Україні // Сучасне мистецтво. К., 2004. Вип. 1.
- Непосредственность восприятия // Понедельник. 2004. №  14.
- Мистецьке одкровення Харкова // Сучасне мистецтво. К., 2006. Вип. 3.
- Візуальне мистецтво від авангардних зрушень до новітніх спрямувань (Розвиток візуального мистецтва України ХХ–ХХІ століть). К.: ВХ[студіо], 2008. 188 с.: іл.
- FIAC 08: погляд зблизька // Курсив. 2009.  №  2.
- Practices of visual arts in the music of the twentieth and early twenty-first centuries / Victor Sydorenko, Asmati Chibalashvili, Polina Kharchenko, Igor Savchuk, Ruslana Bezuhla / STUDIA UBB MUSICA. 2022. Vol. LXVII, Special Iss. 1. P. 79–101.
- Interactive Sound Installation as an Implementation of Contemporary Communication Models / Victor Sydorenko, Asmati Chibalashvili, Polina kharchenko, Ruslana Bezuhla, Igor Savchuk / Postmodern Openings. 2022. Vol. 13, Iss. 2. P. 239–253.